# The Motors
The Motors – brytyjski zespół pub rockowy założony w 1977 roku przez dwóch byłych członków Ducks Deluxe – Nicka Garveya i Andy'ego McMastera – oraz gitarzystę Roba Hendry'ego (który w maju tego samego roku został zastąpiony przez wokalistę i gitarzystę – Brama Tchaikovsky'ego) i perkusistę Ricky'ego Slaughtera.
Zespół zadebiutował w marcu 1977 występem w klubie Marquee.

## Dyskografia
- The Motors (Motors 1) (1977)
- Approved By the Motors (1978)
- Tenement Steps (1980)